# Gerhart Lippert
Gerhart Lippert (ur. 14 marca 1937 w Pietzingu am Simssee) – niemiecki aktor filmowy i telewizyjny, grający najczęściej w serialach o tematyce medycznej.

## Kariera
Gerhart Lippert urodził się w gminie Riedering jako syn malarza i pianistki. Pracował w młodości w szkole teatralnej Otto-Falckenberg-Schule, następnie występował w Burgtheater w Wiedniu, na festiwalu w Salzburgu oraz w teatrach w Düsseldorfie, w Berlinie i w Monachium. 
Debiut na ekranie zaliczył w 1958 roku, w serialu "Sie schreiben mit", a w 1960 roku, zadebiutował na wielkim ekranie w filmie "Bezaubernde Julia". W 1971 roku zagrał jedną z głównych ról w sztuce Księżniczka dolara.
Największą popularność Gerhartowi Lippertowi przyniosła rola doktora Thomasa Burgnera w serialu "Doktor z alpejskiej wioski". Zagrał również Herberta Schwarza w nowych wersjach popularnego serialu "Kliniki w Schwarzwaldzie".

## Filmografia
- 1958: Sie schreiben mit
- 1960: Les honneurs de la guerre
- 1960: Bezaubernde Julia
- 1960: Eine Frau fürs ganze Leben
- 1961: Miasto bez litości - Frank Borgmann
- 1965: Dzień dla dnia - Pan Healey
- 1965: Der Forellenhof - Jörg Buchner
- 1969: Pepe, der Paukerschreck - Heinz Thomas
- 1970: Tatort - Walter Lanninger (gościnnie)
- 1971: Mein Vater, der Affe und ich - Dr Klaus Wolf
- 1975: Derrick - Heller/Wichmann (gościnnie)
- 1977: Der Alte - Policjant
- 1978: Sachrang - Müllnerpeter
- 1985: Bas-Boris Bode - Der Junge, den es zweimal gab - Trener hokeja na lodzie
- 1990: Heidi und Erni - Ramsauer jun.
- 1992-1997: Doktor z alpejskiej wioski - Dr Thomas Burgner
- 1993: Rosamunde Pilcher - Charles Archibald
- 1994: Robert darf nicht sterben - Heinrich Obermayr
- 1995: Nasz Charly - Konrad Hoffer (gościnnie)
- 1997: Eine Familie zum Küssen - Bernhard
- 2001-2002: Wilder Kaiser - Burmistrz Toni Kirchbichler
- 2002: Weterynarz Engel - Ulrich Lechner (gościnnie)
- 2005: Klinika w Schwarzwaldzie – Następna generacja - Herbert Schwarz
- 2005: Klinika w Schwarzwaldzie – Nowe czasy - Herbert Schwarz
- 2006: Inga Lindström - Erik Lovand (gościnnie)
- 2007: SOKO Kitzbühel - Hans Pölzl (gościnnie)
- 2008-2009: Wiejski lekarz - Gunnar Wintersdorf
- 2012: Chiemgauer Volkstheater - Knecht Hans Kaiser

## Życie prywatne
Gerhart Lippert był do tej pory trzykrotnie żonaty. Drugą żoną była Franziska Steinbrecher, córka Jane Tilden, z którą ma córkę Nicole. Z trzecią żoną, piosenkarką Maria Neuhaus wziął ślub w 1994 roku. Ma z nią dwie córki: Carolin i Katję.